# ميريسيا
ميريسيا (بالانجليزية:Mirischia) هو ديناصور صغير (طوله حوالي 2 متر) منقرض من جنس الديناصورات ثيروبود كومبسوغناثيد عاش في مرحلة الألبي من العصر الطباشيري المبكر في البرازيل.

## الوصـف
كان ميريسيا ديناصور مفترس ذو قدمين صغيرات. كان طوله (في عام 2004) حوالي 2.1 متر. في عام 2010 قدر العالم غريغوري باول وزن الديناصور ميريسيا بحوالي 7 كيلو غرام.
عظم الإسك للديناصور ميريسيا غير متناظرة. وقد وجد ان عينة الديناصور غير اعتيادية حيث تحفظ بعض الانسجة الرخوة بغض النظر عن الامعاء وما فسره المفسرون ان الديناصور ميريسيا كان لديه كيس هوائي بين عظم العانة وعظم الإسك على شكل فراغ. وقد اقترح العاملون السابقون ان الثيربودات قد ــ تشبه الطيور ــ حيث تحتوي على كيس هوائي بعد الجمجمة. وهذا ما ثبته الديناصور ميرسيا.
وصفة بارزة أخرى هي وجود رخاوة استثنائية في جدار العظام لجميع عظام الهيكل العظمي.

## النسب
في عام 2004 تم تعيين الديناصور ميريسيا من فصيلة الكومبسوغناثيداي التي ترتبط ارتباطا وثيقا بالديناصور كومبسوغناثوس من العصر الجوراسي لأوربا، إلى الديناصور أريستوسوتشوس من العصر الطباشيري من انكلترا. بعد ذلك سيكون الديناصور الكومبسوغناثيد الوحيد المعروف من الامريكتين. وقد اقترح نايش انه يصبح ميريسيا عضوا من فصيلة التيرانوسورويديا.